# Albert Apponyi
Dans le nom hongrois Apponyi Albert, le nom de famille précède le prénom, mais cet article utilise l’ordre habituel en français Albert Apponyi, où le prénom précède le nom.
Le comte Albert Apponyi de Nagyappony, né le 29 mai 1846 à Vienne et mort le 7 février 1933 à Genève, est un homme politique et diplomate hongrois, connu pour avoir dirigé la délégation hongroise lors de la signature du traité de Trianon en 1920.
Au sujet de ce traité qui consacrait l'abaissement de la Hongrie, Apponyi disait : « Je n'en veux pas à la France de la façon dont elle nous a traités. Aux heures tragiques de la guerre, elle a cherché partout des alliés et n'a pas discuté le prix de leur appui. La guerre finie, quand on a réglé les comptes, elle s'est trouvée dans l'alternative de choisir entre sa parole et ce qui aurait peut-être été l'équité et la sagesse. Elle a choisi sa parole. Je ne saurais lui en vouloir », selon Jérôme et Jean Tharaud.